# 6SN7
Le tube 6SN7 est une double triode à µ moyen, pour usages généraux.

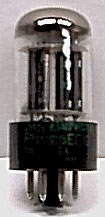
tube 6SN7 de Philips datant des années 1980.

## Présentation
Il se fixe sur support octal (8 broches). Il est de nos jours principalement utilisé dans les amplificateurs Hi-fi, comme tube de préamplificateur, car il présente une grande linéarité. Ce tube peut dissiper une puissance relativement importante pour un tube de préamplificateur. Dans le passé, il était utilisé dans les télévisions (noir et blanc et couleur) pour le balayage de l'écran, comme multivibrateur, ou comme amplificateur.

## Utilisation
Les deux triodes sont utilisables indépendamment l'une de l'autre mais leur chauffage est commun. Ce tube est normalement utilisé avec une polarisation par résistance de cathode découplée.

## Caractéristiques
Les caractéristiques dépendent du fabricant et sont données à titre indicatif :
- support Octal ;
- chauffage 6,3V 600mA ;
- tension de plaque maximum 450V ;
- dissipation de plaque 5W (par plaque) et 7,5W pour la somme des deux ;
- µ=20.

## Fabricants
- Philips (ancien tube)
- General Electric(GE) (ancien tube)
- Electro-Harmonix (tube neuf)
- Tung-Sol (tube neuf)